# Synagoge (Jaryschiw)

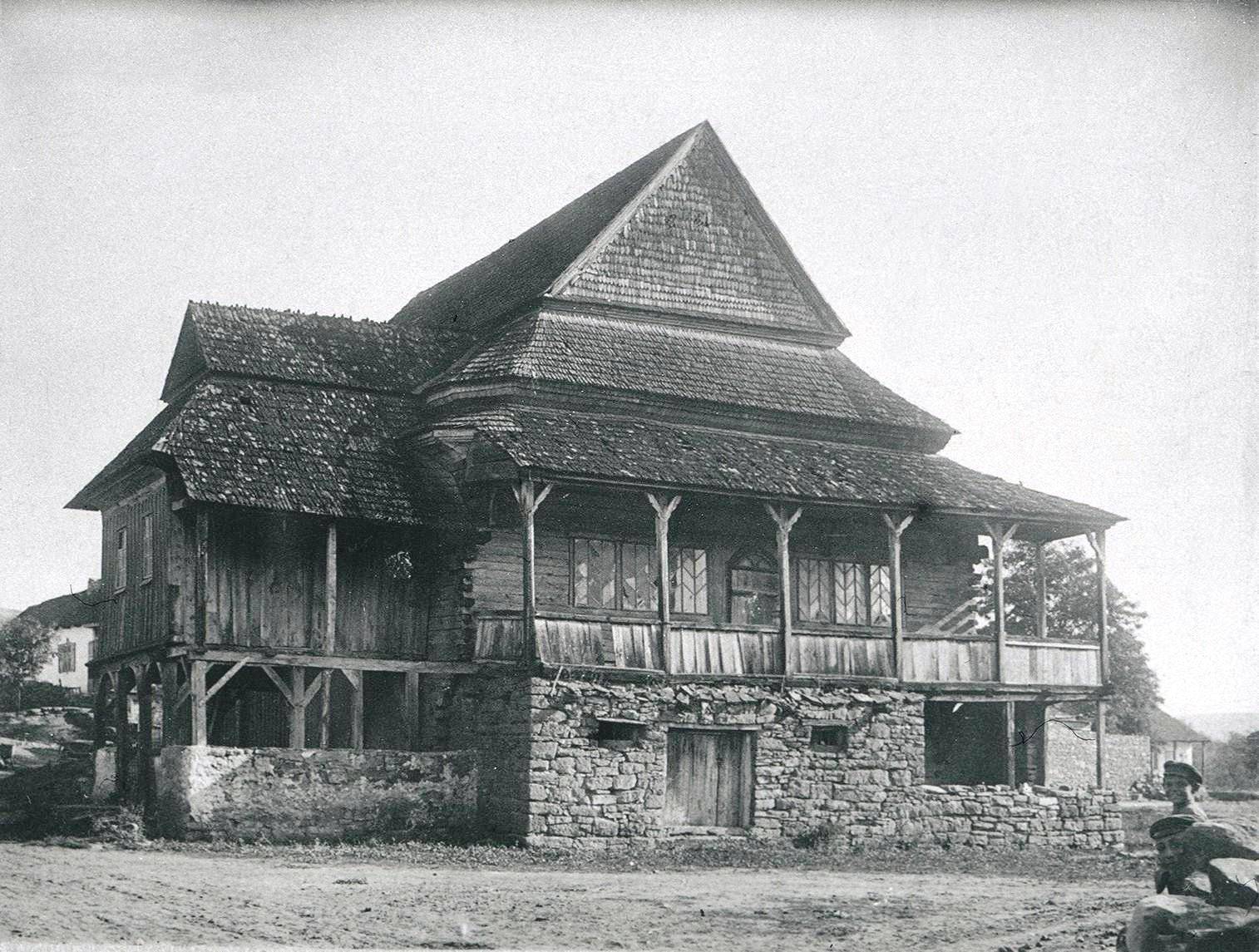
Synagoge vom Südwesten (1928)

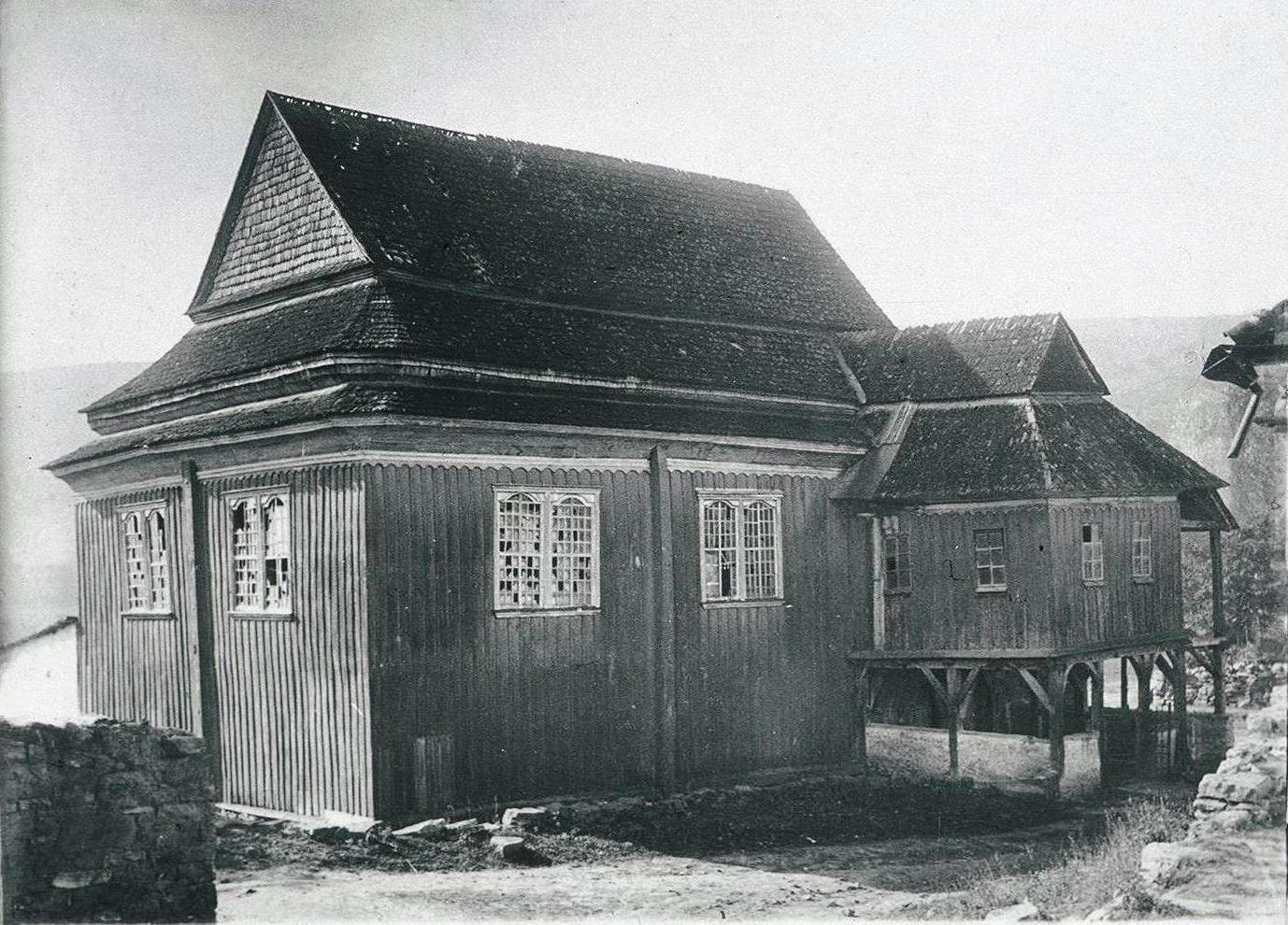
Synagoge vom Südosten (1928)

Die hölzerne Synagoge in Jaryschiw, einer ukrainischen Stadt in der Oblast Winnyzja, wurde in der ersten Hälfte des 18. Jahrhunderts errichtet und im Zweiten Weltkrieg zerstört.

## Beschreibung

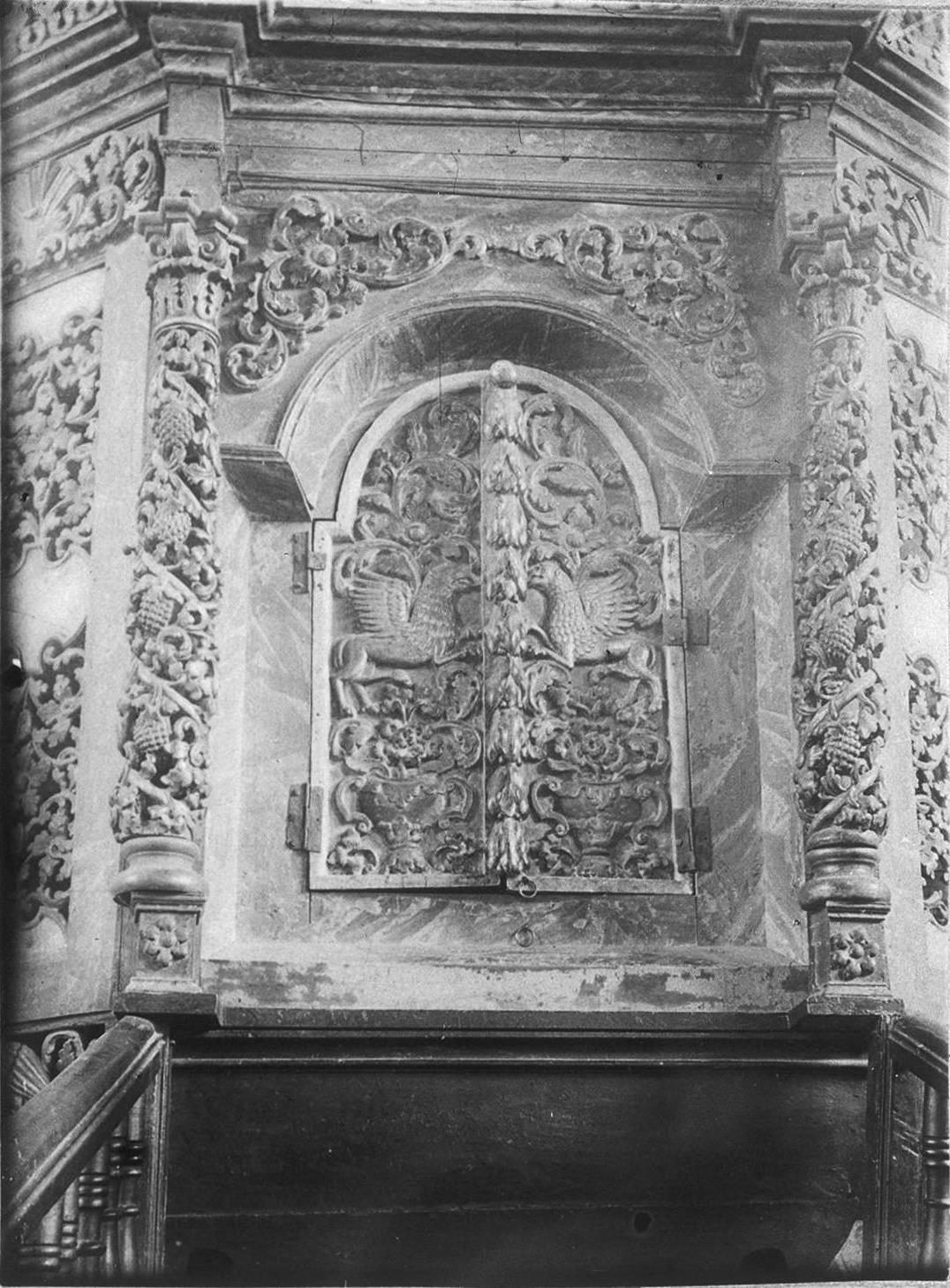
Toraschrein

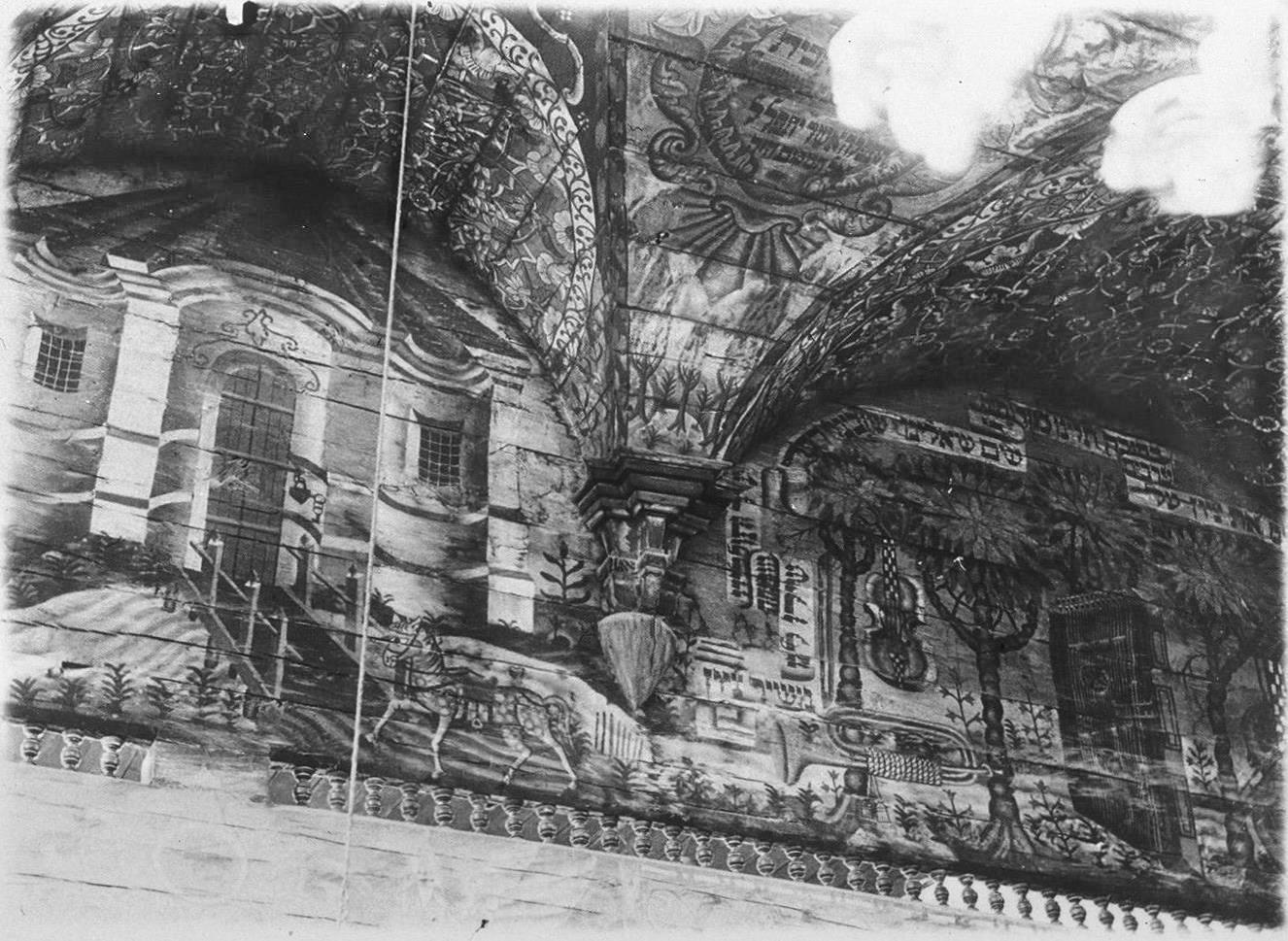
Wand- und Deckengemälde

Die Haupthalle war nahezu quadratisch mit einer Vorhalle, in deren oberen Stock sich Gebetsräume für die Frauen befanden. Der hölzerne Bau stand auf einem Mauerwerk. An der Südseite befand sich ein weiterer, gemauerter Anbau, der ebenfalls Frauenräume beherbergte. An der Westseite war eine zweistöckige Galerie, die seitlich über die Haupthalle hinausragte. 
Das Dach bestand aus zwei unteren Walmdachstufen und in der dritten Ebene aus einem Giebeldach. Im Inneren war die Decke zu einer achteckigen Kuppel ausgebaut.
Die Wände und die Decke waren mehrfarbig mit tierförmigen Fabelwesen und Psalmen ausgemalt.
Die Bima war ein ebenfalls achteckiges Podium mit Balustrade.
Der Toraschrein war mit Schnitzereien reich verziert.